# Morkovice-Slížany
Morkovice-Slížany település Csehországban, Kroměříži járásban. Morkovice-Slížany Troubky-Zdislavice, Počenice-Tetětice, Litenčice, Nítkovice, Zborovice, Hoštice, Uhřice, Pačlavice és Prasklice településekkel határos. Lakosainak száma 2960 fő (2024. január 1.).

## Népesség
A település lakosságának változását az alábbi diagram mutatja:
| Lakosok száma | 1981 | 2379 | 2931 | 2568 | 2685 | 2812 | 2906 | 2924 | 2922 | 2960 |
|               | 1869 | 1890 | 1921 | 1950 | 1980 | 2001 | 2017 | 2019 | 2022 | 2024 |